# Luis Lobo (futbolista)
Luis Lobo (La Lima, Cortés, Honduras; 26 de diciembre de 1987) es un exfutbolista de nacionalidad hondureña. Jugaba de delantero o volante ofensivo y su último equipo fue el Platense de la Liga Nacional de Honduras.

## Trayectoria
Luis Lobo debutó como delantero en el Apertura 2009 en la dirección de Primitivo Maradiaga. Lobo estuvo en el equipo aurinegro seis temporadas hasta el Clausura 2012-2013, en este periodo de tiempo jugó 97 partidos e hizo 17 goles, logrando el campeonato nacional en 2010. Después en el Apertura 2013-2014 fichó por el equipo de Club Deportivo Parrillas One de la Primera División de Honduras, donde tuvo una excelente participación y en 2014 regresó a Real España.

## Selección nacional
Ha sido internacional con la Selección de fútbol de Honduras. En el año 2013 disputó la Copa Centroamericana 2013, torneo en el que su selección finalizó como segundo lugar.

### Participaciones en Copa Centroamericana
| Copa Centroamericana      | Sede       | Resultado  |
| ------------------------- | ---------- | ---------- |
| Copa Centroamericana 2013 | Costa Rica | Subcampeón |

## Clubes
| Club              | País      | Año           |
| ----------------- | --------- | ------------- |
| Real España       | Honduras  | 2008 - 2013   |
| Parrillas One     | Honduras  | 2013          |
| Real España       | Honduras  | 2013 - 2014   |
| Honduras Progreso | Honduras  | 2015          |
| Suchitepéquez     | Guatemala | 2015          |
| Platense          | Honduras  | 2016          |
| Social Sol        | Honduras  | 2017          |
| Platense          | Honduras  | 2017 - Retiro |

## Palmarés

### Campeonatos nacionales
| Título                    | Club        | País     | Año  |
| ------------------------- | ----------- | -------- | ---- |
| Liga Nacional de Honduras | Real España | Honduras | 2010 |